# Kirari Suleman Nagar
Kirari Suleman Nagar är en ort (census town) i det indiska unionsterritoriet National Capital Territory of Delhi. Den är en förort till Delhi och är belägen i distriktet North West. Befolkningen uppgick till 283 211 invånare vid folkräkningen 2011, vilket gör den till unionsterritoriets näst folkrikaste ort.